# Pierre Dumay
Pierre Dumay (ur. 21 listopada 1928 w Algierze, zm. 22 sierpnia 2021 w Saint-Tropez) – belgijski kierowca wyścigowy.

## Kariera
W wyścigach samochodowych Dumay poświęcił się głównie startom zaliczanym do klasyfikacji Mistrzostw Świata Samochodów Sportowych. W latach 1960, 1963–1967 pojawiał się w stawce 24-godzinnego wyścigu Le Mans. Już w pierwszym sezonie startów ondiósł zwycięstwo w swojej klasie (GT 3.0), a w klasyfikacji generalnej był czwarty. Trzy lata później stanął na drugim stopniu podium w klasie GT 3.0. Jednak jego największym sukcesem było drugie miejsce w klasyfikacji generalnej wyścigu w 1965 roku.